# Mancomunidad Campo Charro
La mancomunidad Campo Charro es una agrupación administrativa de municipios en la provincia de Salamanca, Castilla y León, España.

## Municipios
- Boada (Anejo: Porciones)
- Buenamadre (Anejos: Aldeávila de Revilla y Los Campos)
- Cipérez (Anejos: Castillejo de Evans, Gansinos, Grande, Huelmos, La Moralita y San Cristóbal de los Mochuelos)
- La Fuente de San Esteban (Anejos: Boadilla, Muñoz y Santa Olalla de Yeltes)
- Garcirrey (Anejos: Alcornocal, Ardonsillero, Berrocalejo, Casasola de la Encomienda, Moral de Castro, Valdelama, Vilvis y Villarejo)
- Martín de Yeltes (Anejos: Campocerrado, Castillejo de Yeltes y Collado de Yeltes)
- Pelarrodríguez (Anejo: Peramato)
- Retortillo (Anejo: Balneario de Retortillo)